# 1996 w polityce
Wydarzenia polityczne w 1996 roku.

## Styczeń
- 1 stycznia – przejęcie przez Włochy prezydencji w Radzie UE[1].
- 1 stycznia – początek unii celnej między UE a Turcją[1].
- 17 stycznia – złożenie przez Czechy oficjalnego wniosku o przyjęcie do UE[1].
- 18 stycznia – stanowiska szefa Trybunału Obrachunkowego objął Bernhard Friedmann[1].
- 20 stycznia – w Autonomii Palestyńskiej odbyły się pierwsze wybory prezydenckie, które wygrał Jasir Arafat (88,1% głosów)[2].
- 24 stycznia – w związku z aferą Olina premier Józef Oleksy podał się do dymisji[3].

## Luty
- 1 lutego – wejście w życie układów tymczasowych pomiędzy UE a Rosją i Ukrainą[1].
- 7 lutego – kolejnym premierem Polski został Włodzimierz Cimoszewicz[3].
- 18 lutego – referendum w sprawie powszechnego uwłaszczenia w Polsce[3].
- 26 lutego – podpisanie europejsko-śródziemnomorskiego układu stowarzyszeniowego między UE a Marokiem[1].

## Marzec
- 1 marca – 2 marca – szczyt UE-Azja w Bangkoku[1].
- 20–21 marca – w Bośni i Hercegowinie zaczęło obowiązywać porozumienie o jej podziale na dwie części: Republikę Serbską i Federację Bośni i Hercegowiny[2].

## Kwiecień
- 1 kwietnia – 2 kwietnia – konferencja G7 w Lille poświęcona kwestiom zatrudnienia[1].
- 2 kwietnia – powstał Związek Rosji i Białorusi[2].
- 21/22 kwietnia – w nocy zabito prezydenta Czeczenii Dżochara Dudajewa[2].
- 24 kwietnia – w parlamencie Autonomii Palestyńskiej zdecydowano się na usunięcie z karty palestyńskiej zapisu o tym, że celem Organizacji Wyzwolenia Palestyny jest zniszczenie państwa Izrael[2].

## Maj
- 5 maja – po zwycięskich dla Partido Popular wyborach parlamentarnych premierem Hiszpanii został José María Aznar[4].
- 7 maja – Węgry przystąpiły do Organizacji Współpracy Gospodarczej i Rozwoju[5].
- 24 maja – prezydent Afganistanu Burhanuddin Rabbani i premier Gulbuddin Hekmatjar zawarli pokój po wojnie domowej[2].
- 29 maja – wybory parlamentarne i wybór premiera w Izraelu[6].

## Czerwiec
- 1 czerwca – wejście w życie układów o współpracy między UE a Wietnamem i Nepalem[1].
- 8 czerwca – powołanie przez „Solidarność” Akcji Wyborczej „Solidarność”, oferującej wspólny start w wyborach ugrupowaniom postsolidarnościowym[3].
- 9 czerwca – prezydent Rosji Borys Jelcyn i prezydent Czeczenii Zelimchan Jandarbijew podpisali porozumienie pokojowe[2].
- 10 czerwca – złożenie przez Słowenię oficjalnego wniosku o przyjęcie do UE[1].
- 21 czerwca – podpisanie układów o współpracy między UE a Chile i Uzbekistanem[1].
- 21 czerwca – 22 czerwca – zebranie Rady Europejskiej we Florencji[1].
- 25 czerwca – podpisanie deklaracji polsko-ukraińskiej stwierdzającej, że nikt nie ma prawa weta w kwestii rozszerzenia NATO oraz że krok ten posłuży stabilizacji w Europie[3].

## Lipiec
- 1 lipca – przejęcie przez Irlandię prezydencji w Radzie UE[1].

## Wrzesień
- 27 września:
  - podpisanie umowy między SLD a PSL zobowiązującej obie partie do pozostawania w koalicji rządowej aż do kolejnych wyborów parlamentarnych[3].
  - Talibowie zajęli Kabul[2].

## Październik
- 3 października – utworzenie Urzędu Komitetu Integracji Europejskiej pełniącego funkcje koordynacyjne względem resortów i instytucji odpowiedzialnych za integrację Polski z Unią Europejską[7].
- 13 października – pierwsze wybory do Parlamentu Europejskiego w Austrii[1].
- 15 października – przyjęcie przez rząd Cimoszewicza reformy administracji centralnej[3].
- 20 października – pierwsze wybory do Parlamentu Europejskiego w Finlandii[1].
- 28 października – podpisanie układów o współpracy między UE a Koreą Południową[1].

## Listopad
- 5 listopada – w wyniku zwycięstwa w wyborach prezydentem USA został Bill Clinton[2].
- 20 listopada – podpisanie przez prezydenta Aleksandra Kwaśniewskiego nowelizacji liberalizującej dostęp do aborcji[3].
- 24 listopada – referendum na Białorusi w 1996 roku.
- 26 listopada – Polska przystąpiła do Organizacji Współpracy Gospodarczej i Rozwoju[5].

## Grudzień
- 10 grudnia:
  - zainicjowanie tymczasowego europejsko-śródziemnomorskiego układu między UE a Organizacją Wyzwolenia Palestyny[1].
  - Pokojową Nagrodę Nobla otrzymali biskup Carlos Filipe Ximenes Belo i José Ramos-Horta[2].
- 12 grudnia – Korea Południowa przystąpiła do Organizacji Współpracy Gospodarczej i Rozwoju[5].
- 13 grudnia – 14 grudnia – zebranie Rady Europejskiej w Dublinie[1].
- 16 grudnia – szczyt UE-USA w Waszyngtonie[1].
- 19 grudnia – podpisanie przez Danię, Finlandię i Szwecję układu z Schengen[1].